# Campeonato Europeo de Patinaje de Velocidad sobre Hielo de 2005
El XCIX Campeonato Europeo de Patinaje de Velocidad sobre Hielo se celebró en Heerenveen (Países Bajos) del 7 al 9 de enero de 2005 bajo la organización de la Unión Internacional de Patinaje sobre Hielo (ISU) y la Federación Neerlandesa de Patinaje sobre Hielo.
Las competiciones se realizaron en el estadio Thialf de la ciudad neerlandesa.

## Resultados

### Masculino
| Evento                      | Oro                                             | Plata                                      | Bronce                                       |
| --------------------------- | ----------------------------------------------- | ------------------------------------------ | -------------------------------------------- |
| 500 m (07.01)               | Mark Tuitert · Países Bajos · 36,08 s           | Jochem Uytdehaage · Países Bajos · 36,40 s | Jan Friesinger · Alemania · 36,43 s          |
| 1500 m (08.01)              | Jochem Uytdehhage · Países Bajos · 1:47,45      | Mark Tuitert · Países Bajos · 1:47,60      | Carl Verheijen · Países Bajos · 1:48,20      |
| 5000 m (07.01)              | Eskil Ervik · Noruega · 6:23,40                 | Carl Verheijen · Países Bajos · 6:24,27    | Sven Kramer · Países Bajos · 6:24,29         |
| 10 000 m (09.01)            | Øystein Grødum · Noruega · 13:06,81             | Sven Kramer · Países Bajos · 13:09,65      | Carl Verheijen · Países Bajos · 13:16,30     |
| Clasificación total (09.01) | Jochem Uytdehaage · Países Bajos · 150,977 pts. | Sven Kramer · Países Bajos · 151,107 pts.  | Carl Verheijen · Países Bajos · 151,488 pts. |

### Femenino
| Evento                      | Oro                                       | Plata                                       | Bronce                                      |
| --------------------------- | ----------------------------------------- | ------------------------------------------- | ------------------------------------------- |
| 500 m (07.01)               | Anni Friesinger · Alemania · 39,36 s      | Daniela Anschütz · Alemania · 39,70 s       | Nicola Mayr · Italia · 39,95 s              |
| 1500 m (08.01)              | Anni Friesinger · Alemania · 1:57,39      | Daniela Anschütz · Alemania · 1:58,42       | Ireen Wüst · Países Bajos · 1:58,86         |
| 3000 m (08.01)              | Anni Friesinger · Alemania · 4:08,72      | Ireen Wüst · Países Bajos · 4:08,84         | Moniek Kleinsman · Países Bajos · 4:08,94   |
| 5000 m (09.01)              | Claudia Pechstein · Alemania · 7:02,62    | Renate Groenewold · Países Bajos · 7:05,38  | Anni Friesinger · Alemania · 7:05,87        |
| Clasificación total (09.01) | Anni Friesinger · Alemania · 162,530 pts. | Daniela Anschütz · Alemania · 1623,691 pts. | Claudia Pechstein · Alemania · 164,076 pts. |

## Medallero
- Solo se otorgan medallas en la clasificación general.

| Núm. | País         | Oro | Plata | Bronce | Total |
| ---- | ------------ | --- | ----- | ------ | ----- |
| 1    | Alemania     | 1   | 1     | 1      | 3     |
| 1    | Países Bajos | 1   | 1     | 1      | 3     |
|      | TOTAL        | 2   | 2     | 2      | 6     |